# Fresnes, Val-de-Marne
Fresnes je južno predmestje Pariza in občina v  departmaju Val-de-Marne osrednje francoske regije Île-de-France. Leta 1999 je imelo naselje 25.213 prebivalcev.

## Geografija
Fresnes leži 11 km južno od samega središča Pariza, ob reki Bièvre. Občina meji na zahodu na Antony, na severu na L'Haÿ-les-Roses, na vzhodu na Chevilly-Larue in Rungis, na jugu pa na Wissous.

## Administracija
Fresnes je sedež istoimenskega kantona, katero je sestavni del okrožja L'Haÿ-les-Roses.

## Zgodovina
Ime naselja je prvikrat zapisano v papeški buli iz leta 1152 kot Fraxinum, izhajajoč iz srednjeveško latinske besede fraxinus (fr. frêne), v pomenu drevesa "jêsena".